# Keita Yoshioka
Keita Yoshioka (喜岡 佳太 Yoshioka Keita?), född 5 oktober 1997 i Tokyo prefektur, är en japansk fotbollsspelare.
Yoshioka började sin karriär 2020 i AC Nagano Parceiro.